# Chelsea Clintonová
Chelsea Victoria Clintonová (* 27. února 1980 Little Rock) je americká spisovatelka, která se zasazuje o zlepšování zdravotní péče v celosvětovém měřítku. Je jediným dítětem bývalého amerického prezidenta Billa Clintona a bývalé ministryně zahraničí Hillary Clintonové, prezidentské kandidátky v roce 2016. Byla speciálním korespondentem pro NBC News od roku 2011 do roku 2014 a nyní spolupracuje s Clintonovou nadací a jeho globální iniciativou, včetně významné role místa v radě nadace.
Narodila se v Little Rocku během prvního funkčního období jejího otce jako arkansaského guvernéra. Navštěvovala místní veřejné školy. S nástupem otce do prezidentského úřadu v lednu 1993 se rodina přestěhovala do Bílého domu. Ve Washingtonu, D.C. navštěvovala soukromou školu Sidwell Friends School. Bakalářské vzdělání získala na Stanfordově univerzitě a magisterské studium absolvovala na Univerzitní koleji Oxfordské univerzity a Mailman School of Public Health Kolumbijské univerzity. Postgraduální studium v oboru mezinárodní vztahy ukončila v roce 2014 v Oxfordu (Ph.D.). V roce 2010 se provdala za investičního bankéře Marc Mezvinsky. Mají dceru a dva syny.
V letech 2007 a 2008 se intenzivně angažovala na amerických univerzitách pro návrh prezidentské nominace své matky za demokratickou stranu a představila ji na demokratickém národním konventu v roce 2008. Měla podobnou roli v prezidentské kampani její matky v roce 2016, udělala přes 200 veřejných vystoupení jako její zástupce a znovu ji představila na demokratickém národním konventu v roce 2016.
Napsala pět dětských knih a stala se spoluautorkou vědecké knihy pro dospělé o globální zdravotní politice, stejně jako článků a názorů publikovaný v hlavních médiích. Získala řadu ocenění a cen.
Pracovala pro společnosti McKinsey & Company, Avenue Capital Group či Newyorskou univerzitu. Působí v několika společnostech, včetně School of American Ballet, Clinton Foundation, Clinton Global Initiative, Common Sense Media, Weill Cornell Medical College a IAC / InterActiveCorp.

## Dětství
Clintonová se narodila v metropoli Little Rocku 27. února 1980, kde vykonával její otec funkci guvernéra Arkansasu. Křestní jméno bylo inspirováno návštěvou londýnské čtvrti Chelsea během vánoční dovolené v roce 1978. Hillary Clintonová řekla, že je to na základě poslechu nahrávky Judy Collins písně Joni Mitchell „Chelsea Morning “ v roce 1969 a Bill Clinton poznamenal: „Pokud bychom někdy měli dceru, její jméno by mělo být Chelsea.“
Ve věku dvou let doprovázela rodiče, když bojovali po celém Arkansasu kvůli otcově kandidatuře na guvernéra. Podle vlastních slov začala číst noviny ve věku tří let a také napsala dopis prezidentovi Ronaldovi Reaganovi, když jí bylo pouhých pět let. V dopise, který byl ve fotokopii zachován jejím otcem, požádala prezidenta Reagana, aby nenavštěvoval vojenský hřbitov v Bitburgu v Západním Německu, kde byli pohřbeni i příslušníci Waffen-SS. V Little Rocku docházela na základní školy Forest Park a Booker Arts and Science Magnet. Následně pokračovala na střední škole Horace Manna. Přeskočila třetí třídu.
Vychovávána byla v otcově baptistické víře a později navštěvovala evangelickou metodistickou církev po vzoru své matky.

## Roky v Bílém domě
S uvedením otce do prezidentského úřadu 20. ledna 1993, se rodina přestěhovala do Bílého domu. Její kódové označení u tajné služby znělo „Energie“. Clintonovi chtěli, aby dcera měla normální dětství a doufali, že ji ochrání před mediálním tlakem.

## Výběr ocenění a uznání

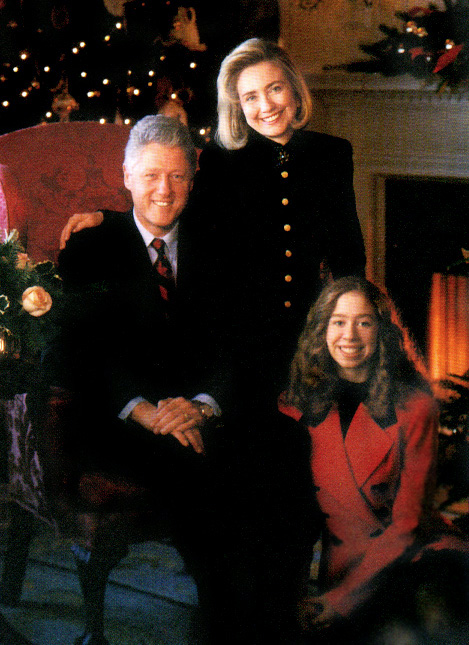
Portrét Clintonových jako první americké rodiny, Bílý dům

Clintonová získala ocenění a vyznamenání:
- Harvard School of Public Health Next Generation Award, 2013
- Emery S. Hetrick Award, 2013
- New York Observer 20 Most Important Philanthropists, 2013
- Treatment Action Group Research in Action Award, 2015
- Glamour Woman of the Year, 2014
- Riverkeeper Honoree, 2014
- AJC Interfaith Leadership Award, 2014
- Treatment Action Group Research in Action Award, 2015
- Variety Impact Award, 2017
- City Harvest Award for Commitment, 2017
- Virginia A. Hodgkinson Research Book Prize, 2017
- Variety Impact Award, 2017
- City Harvest Award for Commitment, 2017
- Virginia A. Hodgkinson Research Book Prize, 2017
- Ida. S. Scudder Centennial Woman’s Empowerment Award, 2018
- Mother’s Day Council Outstanding Mother Award, 2018
- BlogHer Voices of the Year Call to Action Award, 2018
- Ida. S. Scudder Centennial Woman’s Empowerment Award, 2018
- Mother’s Day Council Outstanding Mother Award, 2018
- BlogHer Voices of the Year Call to Action Award, 2018
- Children’s Defense Fund Children’s Champion Award, 2019